# Leptobrachium huashen
Leptobrachium huashen är en groddjursart som beskrevs av Fei och Ye 2005. Leptobrachium huashen ingår i släktet Leptobrachium och familjen Megophryidae. IUCN kategoriserar arten globalt som livskraftig. Inga underarter finns listade i Catalogue of Life.